# GCIRS 13E
GCIRS 13E — источник инфракрасного и радиоизлучения вблизи центра Галактики. Считается, что данный объект представляет собой скопление горячих массивных звёзд, вероятно, содержащее в центре чёрную дыру средней массы.
GCIRS 13E изначально получил название GCIRS 13, затем этот объект был разделён на два компонента: GCIRS13E и W. GCIRS 13E изначально моделировался в виде отдельного объекта, двойной звезды. Объект также в некоторый момент классифицировался как звезда Вольфа-Райе из-за наличия в спектре мощных эмиссионных линий и получил название WR 101f. Затем объект удалось разрешить на 7 звёзд Вольфа-Райе и спектрального класса O. По данным современной инфракрасной астрономии и спектроскопии в скоплении идентифицированы 19 объектов, 15 из которых являются плотными газовыми областями. Оставшиеся четыре объекта являются звёздами: WN8 и WC9 — звёзды Вольфа-Райе, сверхгигант класса OB, гигант класса K3.
Движение объектов из GCIRS 13E по всей видимости свидетельствует о наличии гораздо большей массы, чем наблюдается у видимых объектов. Предполагается, что в центре GCIRS 13E находится чёрная дыра средней массы с массой около 1300 масс Солнца. Однако данная теория обладает рядом недостатков. Природа скопления остаётся невыясненной.
GCIRS 13E является маленьким скоплением, в котором доминируют несколько массивных звёзд. Считается, что массивные звёзды не могут образовываться так близко к сверхмассивной чёрной дыре. Поскольку время жизни массивных звёзд невелико, предполагается, что скопление мигрировало к сверхмассивной чёрной дыре за последние 10 миллионов лет, первоначально находясь на расстоянии около 60 световых лет от современного положения. Возможно, звёзды являются остатками шарового скопления.
Гал.долгота 359.9433° 

Гал.широта -0.0454° 

Расстояние 26 000 св. лет